# Punts fixos dels grups d'isometria en l'espai euclidià
Un punt fix d'un grup d'isometria és un punt que és un punt fix per cada isometria en el grup. Per a qualsevol grup d'isometria d'espai euclidià el conjunt de punts fixos és el buit o bé un espai afí.
Per un objecte, qualsevol centre únic i, en general, qualsevol punt amb propietats úniques en relació amb l'objecte és un punt fix de la seva simetria de grup.

## Dimensió arbitrària
Punt
Un exemple d'un grup d'isometria, aplicant-lo en totes les dimensions, és el generat per la inversió en un punt. Un n-dimensional paral·lelepípede és un exemple d'un objecte invariant sota aquesta inversió.